# Daglan
Daglan – miejscowość i gmina we Francji, w regionie Nowa Akwitania, w departamencie Dordogne.
Według danych na rok 1990 gminę zamieszkiwało 477 osób, a gęstość zaludnienia wynosiła 24 osób/km² (wśród 2290 gmin Akwitanii Daglan plasuje się na 728. miejscu pod względem liczby ludności, natomiast pod względem powierzchni na miejscu 534.).